# 解析的トーション
ライデマイスタートーション（英: Reidemeister torsion）またはRトーション、ライデマイスター・フランツトーションとは、クルト・ライデマイスターが三次元多様体に対して導入した多様体の位相不変量である (Reidemeister 1935)。さらに、ヴォルフガング・フランツとジョルジュ・ド・ラームによってより高次元の場合へと一般化された (Franz 1935, de Rham 1936)。
ライデマイスタートーションに対し、その解析的類似としてダニエル・バリル・レイとイサドール・シンガーが導入したのが解析的トーション（英: analytic torsion）またはレイ・シンガートーションであり、こちらはリーマン多様体の位相不変量である (Ray and Singer 1971, 1973a, 1973b)。レイとシンガーは「コンパクトなリーマン多様体において、ライデマイスタートーションと解析的トーションは一致する」と予想した。この予想はジェフ・チーガーとヴェルナー・ミュラーにより証明された (Cheeger 1977, 1979, Müller 1978)。
代数的位相幾何学において、ホモトピー同値であり位相同型でない空間を識別できる不変量として最初に与えられたのがライデマイスタートーションであり、これはレンズ空間の分類にも用いられる。それゆえ、これを以って幾何学的トポロジーという分野が誕生したと見ることができる。
このほかライデマイスタートーションはホワイトヘッドトーションと密接な関係を持ち (Milnor 1966)、また数論的位相幾何学においては大きな動機付けの一つとなっている (Mazur)。トーションに関する近年の研究は書籍 Turaev (2002), Nicolaescu (2002, 2003) を参照。

## 解析的トーションの定義
M をリーマン多様体、E を M 上のベクトルバンドルとすると、E に値を持つ i -形式に作用するラプラス作用素が存在する。i -形式上のラプラス作用素の固有値を λj とすると、大きな s に対してゼータ函数 ζi が次のように定義される。
{\displaystyle \zeta _{i}(s)=\sum _{\lambda _{j}>0}\lambda _{j}^{-s}}
このゼータ函数は解析接続により、全複素平面へ拡張される。ゼータ正規化されたi -形式上に作用するのラプラス作用素の行列式は次の式となる。
{\displaystyle \Delta _{i}=\exp(-\zeta _{i}^{\prime }(0))}
これは形式的には、i -形式上に作用するのラプラス作用素の正の値の固有値の積である。解析的トーション T(M,E) は次のように定義される。
{\displaystyle T(M,E)=\exp \left(\sum _{i}(-1)^{i}i\zeta _{i}^{\prime }(0)/2\right)=\prod _{i}\Delta _{i}^{-(-1)^{i}i/2}.}

## ライデマイスタートーションの定義
X を基本群 π := π1(X ) と普遍被覆 {\displaystyle {\tilde {X}}} を持つ有限で連結なCW複体とし、{\displaystyle U} を有限次元の直交な {\displaystyle \pi }-表現とする。さらに全ての n に対し、
{\displaystyle H_{n}^{\pi }(X;U):=H_{n}(U\otimes _{\mathbf {Z} [\pi ]}C_{*}({\tilde {X}}))=0}
とする。{\displaystyle C_{*}({\tilde {X}})} についての胞体の基底と U についての直交 R -基底を固定すると、{\displaystyle D_{*}:=U\otimes _{\mathbf {Z} [\pi ]}C_{*}({\tilde {X}})} は R -鎖体に有限で自由な基底を持ち可縮となる。{\displaystyle \gamma _{*}:D_{*}\to D_{*+1}} を D* の任意の鎖収縮、つまりすべての n に対して {\displaystyle d_{n+1}\circ \gamma _{n}+\gamma _{n-1}\circ d_{n}=\mathrm {id} _{D_{n}}} とすると、{\displaystyle D_{odd}:=\oplus _{n\,odd}\,D_{n}}, {\displaystyle D_{even}:=\oplus _{n\,even}\,D_{n}} として、同型 {\displaystyle (d_{*}+\gamma _{*})_{odd}:D_{odd}\to D_{even}} を得る。ライデマイスタートーション を次のように定義する。
{\displaystyle \rho (X;U):=|\det(A)|^{-1}\in \mathbf {R} ^{>0}}
ここで A は与えられた基底に関する {\displaystyle (d_{*}+\gamma _{*})_{odd}} の行列である。ライデマイスタートーション {\displaystyle \rho (X;U)} は {\displaystyle C_{*}({\tilde {X}})}の胞体の基底の選択や、U についての直交基底の選択や、鎖体の縮め方 {\displaystyle \gamma _{*}} の選択にはよらない。
M をコンパクトで滑らかな多様体で、{\displaystyle \rho :\pi (M)\rightarrow GL(E)} をユニモジュラー表現とする。M は滑らかな三角分割を持つ。体積 {\displaystyle \mu \in \det H_{*}(M)} の任意の選択について、不変量 {\displaystyle \tau _{M}(\rho :\mu )\in \mathbf {R} ^{+}} を得るので、この正の実数 {\displaystyle \tau _{M}(\rho :\mu )} を ρ と μ についての多様体 M のライデマイスタートーションと呼ぶことにする。

## ライデマイスター小史
ライデマイスタートーションは、最初はライデマイスター(Reidemeister 1935)により、3-次元レンズ空間の組み合わせ的論な分類に使われた。高次元への一般化はフランツによりなされた。この分類は、同相ではないがホモトピー同値な 3 次元多様体の例を含んでいる。1935年当時、その分類はPL 同相の差を除いた分類でしか無かったが、後に (Brody 1960) はこの分類が実は、同相の差を除いた分類となっていることを示した。
J. H. C. ホワイトヘッドは有限複体の間のホモトピーの「トーション」を定義した。これはライデマイスター、フランツ、ドラムの考えたライデマイスタートーションの直接の一般化であるが、より微妙な不変量である。ホワイトヘッドトーション は非自明な基本群を持つ組み合わせ的、もしくは微分可能多様体の研究の重要なツールを提供し、密接に｢単純ホモトピータイプ｣の考えに関連している。(Milnor 1966) を参照。
1960年にミルナーは多様体のトーション不変量の双対関係を発見し、結び目の（ツイストした）アレクサンダー多項式が、S3 における結び目補空間のライデマイスタートーションであることを示した(Milnor 1962)。各々の q に対し、ポアンカレの双対性 {\displaystyle P_{o}} は、
{\displaystyle P_{o}:\det(H_{q}(M)){\stackrel {\sim }{\longrightarrow }}(\det(H_{n-q}(M)))^{-1}}
を導くので、
{\displaystyle \Delta (t)=\pm t^{n}\Delta (1/t)}
を得る。結び目補空間の基本群の表現は、そこで中心的な役割を果たす。これが結び目理論とトーション不変量の関係を与え、また数論トポロジーへの動機ともなった。

## チーガー-ミューラーの定理
(M , g ) を向きづけ可能な n 次元リーマン多様体とし、{\displaystyle \rho :\pi (M)\rightarrow \mathop {GL} (E)} を N 次元実ベクトル空間上への M の基本群の表現とすると、Eq の平坦性のために、ド・ラーム複体
{\displaystyle \Lambda ^{0}{\stackrel {d_{0}}{\longrightarrow }}\Lambda ^{1}{\stackrel {d_{1}}{\longrightarrow }}\cdots {\stackrel {d_{n-1}}{\longrightarrow }}\Lambda ^{n}}
と、形式的な随伴作用素 dp および δp を定義できる。さらに通常のようにp -形式上のラプラシアン
{\displaystyle \Delta _{p}=\delta _{p}d_{p}+d_{p-1}\delta _{p-1}.}
を得る。∂M = 0 を仮定すると、ラプラシアンは対称的で半正値な楕円作用素で、点スペクトル
{\displaystyle 0\leq \lambda _{0}\leq \lambda _{1}\leq \cdots \rightarrow \infty }
を持つ。上の定義と同様に、Λq (E ) 上のラプラシアン Δq に付随するゼータ函数を
{\displaystyle \zeta _{q}(s;\rho )=\sum _{\lambda _{j}>0}\lambda _{j}^{-s}={\frac {1}{\Gamma (s)}}\int _{0}^{\infty }t^{s-1}\mathop {Tr} (e^{-t\Delta _{q}}-P_{q})dt,\ \ \ \mathrm {Re} (s)>{\frac {n}{2}}}
と定義することができる。ここに P はラプラシアン Δq の、L2 Λ(E ) の核空間 {\displaystyle {\mathcal {H}}^{q}(E)} の上への写像である。
1967年、セーレイは {\displaystyle \zeta _{q}(s;\rho )} が s = 0 で正則な {\displaystyle s\in \mathbf {C} } の有理型函数に拡張することができることを証明した(Seeley 1967)。
直交表現の場合は、解析トーション {\displaystyle T_{M}(\rho ;E)} を
{\displaystyle T_{M}(\rho ;E)=\exp {\biggl (}{\frac {1}{2}}\sum _{q=0}^{n}(-l)^{q}q{\frac {d}{ds}}\zeta _{q}(s;\rho ){\biggl |}_{s=0}{\biggr )}.}
により定義できる。
1971に、D.B. レイとI.M. シンガーは、任意のユニタリ表現 ρ に対し {\displaystyle T_{M}(\rho ;E)=\tau _{M}(\rho ;\mu )} であろうことを予想したRay and Singer (1971)。 J. Cheeger Cheeger (1977, 1979) と W. Muller Müller (1978) は、このレイ-シンガーの予想を独立に証明した。彼らのアイデアはトーションの対数を考え、そのトレースを取るというものである。最初に奇数次元の多様体に対して証明し、それから技術的に困難がある偶数に対して証明した。
後年、アティヤ・パトーディ・シンガーの指数定理とともに、2つのトーションが同値であるというチーガー-ミューラーの定理は、チャーン-サイモンズ摂動論の基礎をなしている。このもう一つの側面として、1978年に出されたA. シュワルツの論文が重要である。